# Arthur Jochem
Arthur Jochem (* 13. Dezember 1874 in Elbing; † 8. April 1960 in West-Berlin) war ein deutscher Politiker (DDP, Deutsche Staatspartei, LDP, FDP).

## Leben
Jochem arbeitete ab 1909 bei der Gemeindeverwaltung von Steglitz bei Berlin, später bei der Hauptsteuerverwaltung der Stadt Berlin. In der Weimarer Republik war er Mitglied der Berliner Stadtverordnetenversammlung und unbesoldeter Stadtrat des Bezirks Steglitz. Bei der „Machtergreifung“ der Nationalsozialisten 1933 wurde er als Stadtrat entlassen, konnte aber als Obermagistratsrat weiterhin arbeiten.
Nach dem Zweiten Weltkrieg wurde Jochem zunächst zum Bezirksrat für Ernährung im Bezirk Steglitz ernannt und im Juli 1945 von der US-Militärregierung als Bezirksbürgermeister von Steglitz eingesetzt, obwohl er damals bereits 71 Jahre alt war. Bei der ersten Wahl in Berlin 1946 wurde er – inzwischen Mitglied der LDP – in die Bezirksverordnetenversammlung von Steglitz gewählt. Der erste gewählte Bezirksbürgermeister wurde im Dezember 1946 Helmut Mattis (SPD). Jochem wurde daraufhin zum Bezirksstadtrat gewählt. Auch bei der folgenden Wahl 1948 wurde er erneut in die Bezirksverordnetenversammlung gewählt.

## Ehrung
Am 1. Dezember 1962 wurde der Jochemplatz in Berlin-Steglitz zu seinen Ehren umbenannt.